# Allopauropus lankensis
Allopauropus lankensis är en mångfotingart som beskrevs av Paul Auguste Remy 1962. Allopauropus lankensis ingår i släktet småfåfotingar, och familjen fåfotingar. Inga underarter finns listade i Catalogue of Life.